# Atum
Atum (njegova alternativna imena su Tem, Temu, Tum, Atem) je drevno egipatsko božanstvo povezano sa Suncem, kao i Ra. To je bog zalazećeg Sunca, odnosno on predstavlja Sunce na zalasku. On je hermafroditski prabog od koga nastaje svijet. Atum je ponekad predstavljen kao čovjek, ili kao čovjek s ovnovom glavom.
Najčešće je Atum prikazan s glavom ovna i kao gušter, zmija, lav ili bik. Samo ime potječe od riječi tem koja znači završen, gotov.
Prema jednom mitu, Atum je prvobitni bog. On je rođen iz Nuna, oceana, te je na jednom brežuljku stvorio blizance Šua i Tefnut, koji su roditelji Geba i Nut. Poslije je položaj Atuma zauzeo Ra, koji je postao sveobuhvatni bog Sunca. Prema nekom tumačenju Atum je bio hermafrodit. Sjedište kulta bio je Heliopolis. Od najranijeg doba spominje se u Tekstovima piramida, kao stvoritelj i otac faraona. Prikazuje se antropomorfno, na glavi mu je dvostruka kruna, Gornjeg i Donjeg Egipta.